# Arthrhoplophora vulpes
Arthrhoplophora vulpes är en kvalsterart som beskrevs av Berlese 1916. Arthrhoplophora vulpes ingår i släktet Arthrhoplophora och familjen Protoplophoridae. Inga underarter finns listade i Catalogue of Life.